# 邁爾·蘭伯特
邁爾·蘭伯特（法語：Mayer Lambert，1863年12月23日—1930年10月30日）出生於法國大東部大區摩泽尔省的梅斯，曾經擔任法國猶太教的拉比。

## 生平
1886年他從法國猶太神學院畢業，接著又再繼續進入索邦神學院進修，師承拉比拉扎爾·沃格，1887年起開始教希伯來語、敘利亞語和阿拉伯語，1903年起在高等研究應用學院任教希伯來語和敘利亞語，直到退休。

## 受獎
- 1923年：法國榮譽軍團勳章騎士勳章